# نظرية مرافق الجذر المركب
في الرياضيات, نظرية مرافق الجذر المركب تنص على أنه إذا كان "م" هو دالة متعددة الحدود في متغير واحد تحتوي على معامل حقيقي وس + ت ص هو أحد حلول الدالة "م" حيث س و ص أرقام حقيقية، إذن مرافق العدد المركب  س - ت ص هو أيضا جذر للدالة م.
ويستنتج من هذا (والمبرهنة الأساسية في الجبر) أنه إذا كانت درجة الدالة متعددة الحدود فردية، إذن يجب أن يكون واحد على الأقل من جذورها الدالة جذر حقيقي. ويمكن إثبات ذلك باستخدام مبرهنة القيمة الوسطية أيضًا.

## أمثلة واستنتاجات
- متعددة الحدود س2 + 1 = 0 لها جذور ± ت.
- أي مصفوفة مربعة من درجة فردية تحتوي على جذر حقيقي واحد على الأقل من القيم الذاتية. على سبيل المثال، إذا كانت المصفوفة متعامدة، إذن 1 أو -1 هي القيمة الذاتية.
- متعددة الحدود

{\displaystyle x^{3}-7x^{2}+41x-87\,}
لها جذور
{\displaystyle 3,\,2+5i,\,2-5i,}
وبالتالي يمكن كتابتها بالشكل الآتي:
{\displaystyle (x-3)(x-2-5i)(x-2+5i).\,}
{\displaystyle (x-3)(x^{2}-4x+29).\,}
الجذور الغير حقيقية دائمًا يكون ناتج ضربهم دالة متعددة الحدود من الدرجة الثانية بمعاملات حقيقية. بينما كل دالة متعددة الحدود بمعاملات مركبة يمكن كتابتها بمعامل من الدرجة الأولى.

### طبيعية متعددة الحدود ذي الدرجة الفردية

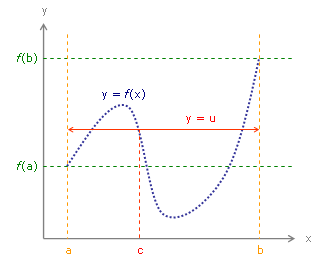
يمكن إثبات ذلك أيضًا باستخدام مبرهنة القيمة الوسطية.

ويترتب على هذه النظرية والنظرية الأساسية في الجبر أنه إذا كانت درجة متعددة الحدود فردية، يجب أن يكون واحد على الأقل من جذورها جذر حقيقي.
هذا يمكن إثباته على النحو التالي:
- الجذور الغير الحقيقية المركبة تأتي في أزواج (العدد ومرافقه)، وهناك عدد زوجي منهم
- ولكن متعددة الحدود من الدرجة الفردية تحتوي على عدد فردي من الجذور.
- ولذلك بعض منها يجب أن يكون حقيقي.

## الإثبات
إثبات النظرية على النحو التالي:
بفرض متعددة الحدود على الشكل الآتي:
{\displaystyle P(z)=a_{0}+a_{1}z+a_{2}z^{2}+\cdots +a_{n}z^{n}}
حيث ar معامل حقيقي. بفرض العدد المركب ζ هو جذر للدالة P، إذن:
{\displaystyle P({\overline {\zeta }})=0}
إذن
{\displaystyle a_{0}+a_{1}\zeta +a_{2}\zeta ^{2}+\cdots +a_{n}\zeta ^{n}=0\,}
ويمكن كتابتها على الشكل الآتي:
{\displaystyle \sum _{r=0}^{n}a_{r}\zeta ^{r}=0.}
{\displaystyle P({\overline {\zeta }})=\sum _{r=0}^{n}a_{r}\left({\overline {\zeta }}\right)^{r}}
وإذا قمنا باستخدام خصائص مرافقات الأعداد المركبة نصل إلى:
{\displaystyle \sum _{r=0}^{n}a_{r}\left({\overline {\zeta }}\right)^{r}=\sum _{r=0}^{n}a_{r}{\overline {\zeta ^{r}}}=\sum _{r=0}^{n}{\overline {a_{r}\zeta ^{r}}}={\overline {\sum _{r=0}^{n}a_{r}\zeta ^{r}}}.}
بما أن:
{\displaystyle {\overline {\sum _{r=0}^{n}a_{r}\zeta ^{r}}}={\overline {0}}}
و
{\displaystyle \sum _{r=0}^{n}a_{r}\left({\overline {\zeta }}\right)^{r}={\overline {0}}=0.}
إذن:
{\displaystyle P({\overline {\zeta }})=a_{0}+a_{1}{\overline {\zeta }}+a_{2}\left({\overline {\zeta }}\right)^{2}+\cdots +a_{n}\left({\overline {\zeta }}\right)^{n}=0.}